# جبل النصر
جبل النصر أحد احياء منطقة النصر شرق العاصمة الأردنية عمّان ذات الكثافة السكانية العالية نسبيا. يجاورها من الشرق حي الأمير حسن ومن الجنوب حي المنارة ومن الغرب جبل القصور ومن الشمال منطقة ماركا تعتبر منطقة جبل النصر من أهم المناطق في عمان لأن موقعها استراتيجي وتعتبر ممر بين مناطق عمان المختلفة
الطقس في المنطقة كباقي مناطق عمان الشرقية معتدل إلى حار صيفاً وبارد شتاءً
يبلغ معدل الهطول السنوي فيها حوالي 350 ملم سنوياً وخصوصاً في المنطقة الغربية من جبل النصر
تتساقط الثلوج أحياناً على جبل النصر كما تتساقط في باقي مناطق عمان الأخرى ولكن الكميات تكون متفاوتة كثيراً بين الشرق والغرب.,.